# 熊本市立龍田小学校
熊本市立龍田小学校（くまもとしりつ たつだしょうがっこう）は、熊本県熊本市北区龍田七丁目にある公立小学校。

## 沿革
- 1873年（明治6年）　‐下鶴、上ノ林、芭蕉、宝積寺、陣内学舎設立。
- 1886年（明治19年） - 5校合併して、堂ノ前に「上立尋常小学校」設立。
- 1889年（明治22年） - 現在の場所に移転。
- 1893年（明治26年） - 竜田(龍田)尋常小学校と改称。
- 1898年（明治31年） - 学校医を設置。
- 1903年（明治36年） - 高等科二年生を導入。龍田尋常高等小学校に改称。
- 1931年（昭和6年） - 第16代校長荒木松衛が校歌を作詞作曲をした。同年制定。
- 1941年（昭和16年） - 4月に龍田国民学校と改称。
- 1947年（昭和22年） - 6・3制に伴い、4月に龍田村立龍田小学校に改称。学校放送開始。図書館開館。
- 1950年（昭和25年） - PTA発足。
- 1955年（昭和30年） - 給食室、水道の設備が整う。
- 1956年（昭和31年） ‐ 簡易プールを作り始める。完全給食の開始。
- 1957年（昭和32年） - 熊本市編入に伴い、熊本市立龍田小学校に改称。
- 1966年（昭和41年） - 正門竣工。標準服制定。
- 1970年（昭和45年） - 楠団地完成に伴い、熊本市立楠小学校を分離。
- 1973年（昭和48年） - 576㎡の体育館完成。
- 1974年（昭和49年） - 現在の国旗掲揚台が寄付される。
- 1983年（昭和58年） - 熊本市立弓削小学校を分離。
- 1985年（昭和60年）- 10月に100周年記念大運動会、同年11月創立100周年記念式典(風船飛ばし、タイムカプセル埋設)が行われる。
- 1989年（平成元年）-  25ｍプールができる。
- 1995年（平成７年）- たつっこ(学童)落成式および開級式。
- 2000年（平成12年）- シンボルツリー(大王松)、児童会マスコットキャラクターの制定。
- 2004年（平成16年）- シンボルツリーが台風17号で折れる。児童会マスコットに妹誕生。
- 2005年（平成17年）- ミニミニ大王松植樹式。創立120周年記念式典が行われる。
- 2015年（平成27年）- 創立130周年記念式典が行われる。
- 2016年（平成28年）- 熊本市立龍田西小学校を分離。

## 歴代校長
- 初代 - 閤銀三郎（1889年4月 - 1893年3月）
- 2代 - 福原源太郎（1893年4月 - 1895年3月）
- 3代 - 浦順平（1895年4月 - 1896年9月）
- 4代 - 源時太郎（1896年10月 - 1897年5月）
- 5代 - 飯田古劔太（1897年6月 - 1898年3月）
- 6代 - 関酉二（1898年4月 - 1899年3月）
- 7代 - 藤川豊男（1899年4月 - 1902年3月）
- 8代 - 伊東菅根（1902年4月 - 1904年3月）
- 9代 - 入江真澄（1904年4月 - 1906年3月）
- 10代 - 上田末太郎（1906年4月 - 1916年3月）
- 11代 - 早川為歸（1916年4月 - 1925年3月）
- 12代 - 上村潔（1925年4月 - 1927年3月）
- 13代 - 園田亨（1927年4月 - 1928年3月）
- 14代 - 林田豊春（1928年4月 - 1929年3月）
- 15代 - 友枝永義（1929年4月 - 1931年8月）
- 16代 - 荒木松衛（1931年9月 - 1933年3月）
- 17代 - 野田辰雄（1933年4月 - 1935年3月）
- 18代 - 続光雄（1935年4月 - 1939年3月）
- 19代 - 甲斐貞雄（1939年4月 - 1939年8月）
- 20代 - 原田信一（1939年9月 - 1941年3月）
- 21代 - 田上政春（1941年4月 - 1947年3月）
- 22代 - 木庭寅雄（1947年4月 - 1948年11月）
- 23代 - 早川清一郎（1948年12月 - 1950年3月）
- 24代 - 浅利明（1950年4月 - 1951年3月）
- 25代 - 梅田信夫（1951年4月 - 1953年3月）
- 26代 - 緒方信登（1953年4月 - 1959年3月）
- 27代 - 佐藤有信（1959年4月 - 1960年11月）
- 28代 - 伊藤常喜（1960年12月 - 1964年3月）
- 29代 - 土橋末吉（1964年4月 - 1967年3月）
- 30代 - 池永敏雄（1967年4月 - 1969年3月）
- 31代 - 鶴嶌隆明（1969年4月 - 1973年3月）
- 32代 - 甲斐幸雄（1973年4月 - 1975年3月）
- 33代 - 原田義達（1975年4月 - 1976年3月）
- 34代 - 本田敏雄（1976年4月 - 1979年3月）
- 35代 - 柴田藤人（1979年4月 - 1981年3月）
- 36代 - 堀内恒一（1981年4月 - 1983年3月）
- 不明 - 神田玲治（2009年4月 - 不明）
- 不明 - 本村真也（不明 - 2018年3月）
- 不明 - 佐土原智彰（2018年4月 - 不明)
- 不明 - 穴井佳典（2023年4月 - 現在)

## クラブ活動
- ベースボール
- 本大好き
- モノ作り
- 屋内スポーツ
- 室内ゲーム
- カードゲーム
- 手芸
- 漫画・イラスト
- 映画鑑賞
- タブレット

## 委員会
- 美化整備委員会
- 図書委員会
- 保健委員会
- 計画委員会
- 生活委員会
- 放送委員会
- 緑化委員会
- リサイクル委員会
- 体育委員会

## 部活動

### 文化部
- 金管バンド部
- 総合運動部

## 著名な出身者
- 田中雅興（元プロ野球オリックス・ブルーウェーブ選手）
- 合志正臣（競輪選手）
- 中田裕二（ミュージシャン・椿屋四重奏ボーカル）
- スザンヌ（タレント）